# Argeș (reka)
Argeș (romunska izgovarjava [ard͡ʒeʃ]) je reka v južni Romuniji. Dolga je 350 km, njeno povodje pa meri 12.550 km².  Izvira v gorah Făgăraș v jużnih Karpatih in se izliva v Donavo pri kraju Oltenița.
Glavno mesto ob reki Argeș je Pitești. V zgornjem toku je reka zajezena z jezom Vidraru, ki je ustvaril jezero Vidraru. Njen zgornji tok nad jezerom Vidraru se imenuje Capra.

## Ime
Verjamejo, da je reka isto kot Ὀρδησσός Ordessus, ime, ki ga omenja starogrški zgodovinar Herodot . Etimologija Argeșa ni jasna. Tradicionalno se je zdelo, da izhaja iz starodavnega imena z rekonstruiranim izrazom *Argessis. Glavno mesto dačanskega voditelja Burebista se je imenovalo Argedava, vendar se zdi, da nima nobene povezave z imenom za reko. 
Po drugi etimologiji ime reke izhaja iz pečeneške besede, prenesene v romunščino kot argiș (kar pomeni 'višja tla'). Najzgodnejše različice imena, ki se nanašajo na mesto Curtea de Argeș ('Dvor na Argeșu'), so prav tako  izpeljane iz besede: argyas (1369), argies (1379), arghiș (1427), ime za reko je verjetno povezano z imenom mesta.

## Kraji
Ob reki se od izvira do izliva nahajajo mesta: Căpățânenii Ungureni, Căpățânenii Pământeni, Arefu, Poienarii de Argeș, Corbeni, Rotunda, Albeștii de Argeș, Curtea de Argeș, Băiculești, Merișani, Bascov, Pitești, Găești, Bolintin-Deal, Adunații-Copăceni, and Oltenița.

## Vodna energija
Reko Argeș in nekatere njene pritoke izkoriščajo za pridobivanje vodne energije. Sistem sestavlja več jezov, jezer, predorov in elektrarn. Zajezitve, zgrajene na reki Argeș, so: Vidraru, Oiești, Cerbureni, Curtea de Argeș, Zigoneni, Merișani, Budeasa, Bascov, Pitești, Călinești (ali Golești), Zăvoiu (pri Mătăsaru), Ogrezeni in Mihăilești.  Tudi na pritokih so jezovi.

## Pritoki
Levi pritoki reke Argeș so: Braia, Mândra, Buda, Valea cu Pești, Valea Lupului, Limpedea, Chiciura, Valea Iașului, Vâlsan, Râul Doamnei, Râncăciov, Cârcinov, Budișteanca, Sabar, Dâmbovița, Rasa, and Luica.
Desni pritoki so: Paltinul, Lespezi, Modrugazu, Cumpăna, Valea lui Stan, Arefu, Bănești, Valea Danului, Tutana, Schiau, Bascov in Neajlov.